# Židovska općina Rijeka
Židovska općina Rijeka je vjerska organizacija građana Hrvatske židovskog podrijetla. Sjedište općine je u Rijeci. 

## Povijest
Židovi se u Rijeku naseljavaju u drugoj polovini 18. st. kada u ovaj grad dolazi nekoliko familija iz Pescare i Splita, te 1783. godine osnivaju židovsku općinu. Židovi Rijeke nikada nisu morali biti u getu i odnos građana prema njima bio je relativno liberalan i tolerantan. Prva sinagoga napravljena je u kući Ventura i koristila se dok nije postala premala za potrebe općine. Krajem 19. st. zakupljena je parcela za groblje na općem groblju Kozala gdje se židovsko groblje nalazi i danas.
Godine 1890. u Rijeci je živjelo 2.000 Židova, pa su odredili odbor za gradnju sinagoge za koju je propisan desetogodišnji dobrovoljni porez za dobrotvorne priloge. Projekat je bio gotov 1902. godine, te se počela graditi Riječka sinagoga. Ista je završena 1903. godine. Vjerski život Židova u Rijeci je bio vrlo aktivan zahvaljujući rabinima, ali su Židovi također imali velik utjecaj na razvoj ovog grada. Bili su industrijalci, trgovci i brodograditelji.
Ortodoksni Židovi tražili su da se odvoje od ostalih, te su 1930. godine zakupili parcelu i sagradili manju sinagogu koje je služila kao škola (ješiva) za učenje, čitanje Tore, te za rasprave na temu Tore.
U periodu od 1941. do 1945 srušena je Riječka sinagoga. Poslije Drugog svjetskog rata u Rijeku se vratilo oko 1.600 Židova. U posljeratnim godinama članovi Židovske općine Rijeka su masovno odlazili u egzil - Izrael, Australija, Kanada i SAD-e. Od 1950-tih, pa sve do današnjih dana broj članova se sve više smanjivao da bi danas ostali na 60 familija.

## Vanjske poveznice
- Židovska općina Rijeka  Arhivirana inačica izvorne stranice od 9. listopada 2020. (Wayback Machine)